# Dorcadion peloponnesicum
Dorcadion peloponnesicum là một loài bọ cánh cứng trong họ Cerambycidae.